# Cerkiew św. Michała Archanioła w Ruskim Potoku
Cerkiew św. Michała Archanioła – prawosławna cerkiew filialna  w Ruskim Potoku. Należy do parafii Wniebowstąpienia Pańskiego w tejże miejscowości, w archidekanacie dla powiatów: Humenné i Snina w eparchii preszowskiej Kościoła Prawosławnego Czech i Słowacji.
Cerkiew powstała w unikatowym typie cerkwi karpackich charakterystycznym dla okolic Sniny i razem z dzwonnicą i ogrodzeniem posiadją status Narodowego Zabytku Kultury.

## Historia
Cerkiew została zbudowana w 1740 jako świątynia greckokatolicka. W latach pięćdziesiątych XX wieku została zamieniona na prawosławną, później wróciła w ręce grekokatolików by ponownie od 2000 r. przejść w użytkowanie prawosławnych. W latach 1933 i 1960 restaurowano ikonostas.

## Architektura i wyposażenie
Jest to cerkiew drewniana o konstrukcji zrębowej, orientowana, posadowiona na kamiennych fundamentach. Budowla trójdzielna: do zamkniętego trójbocznie prezbiterium przylega szersza nawa z babińcem. Na zrębie babińca posadowiona słupowa wieża o prostych ścianach zwieńczona cebulastym hełmem z metalowym krzyżem. Dach jednokalenicowy nad prezbiterium zwieńczony cebulastą kopułką. W połowie wysokości ścian cerkiew obiega dodatkowy daszek okapowy wsparty na rzeźbionych rysiach. Obiekt pokryty gontem.

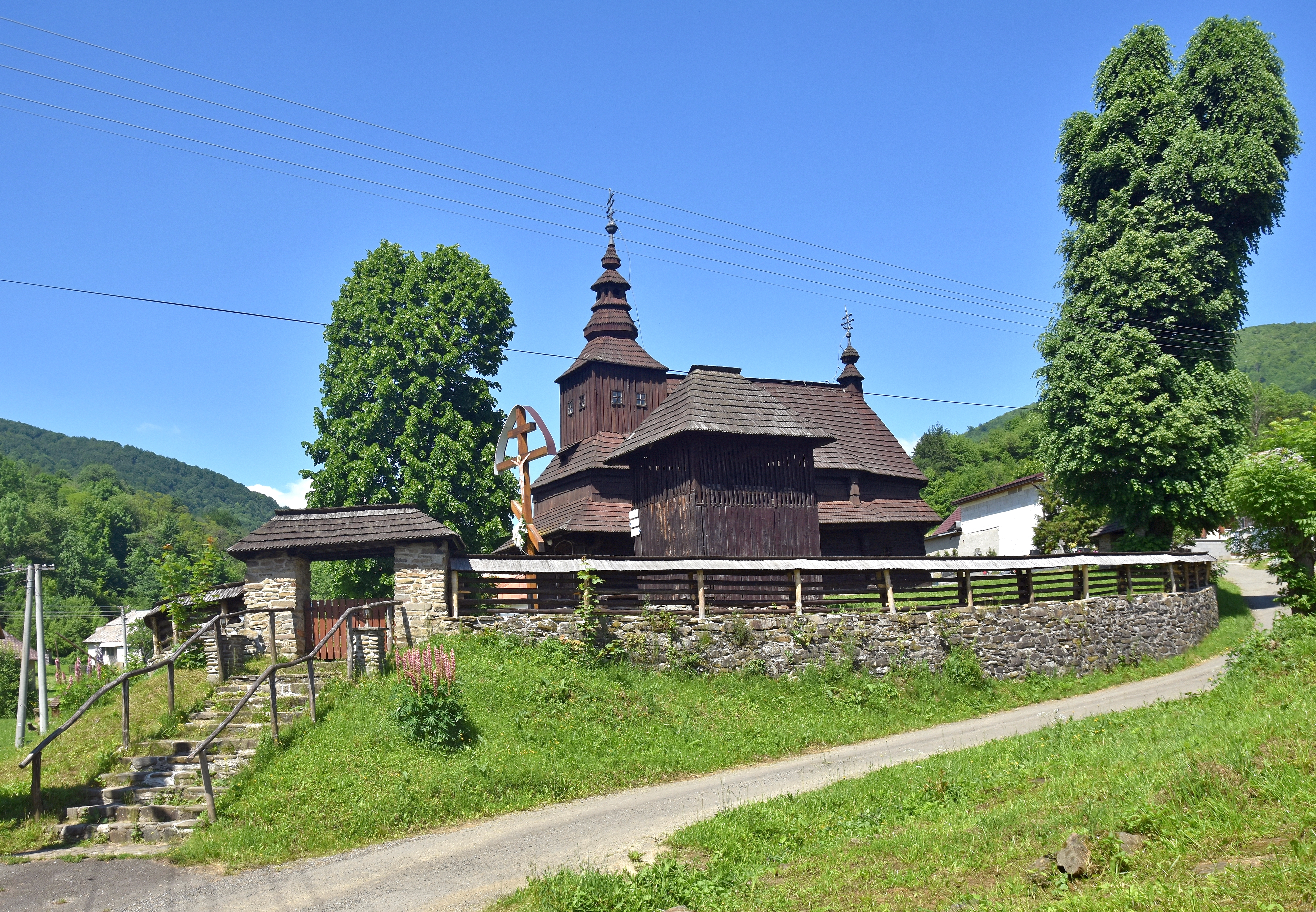
Widok ogólny
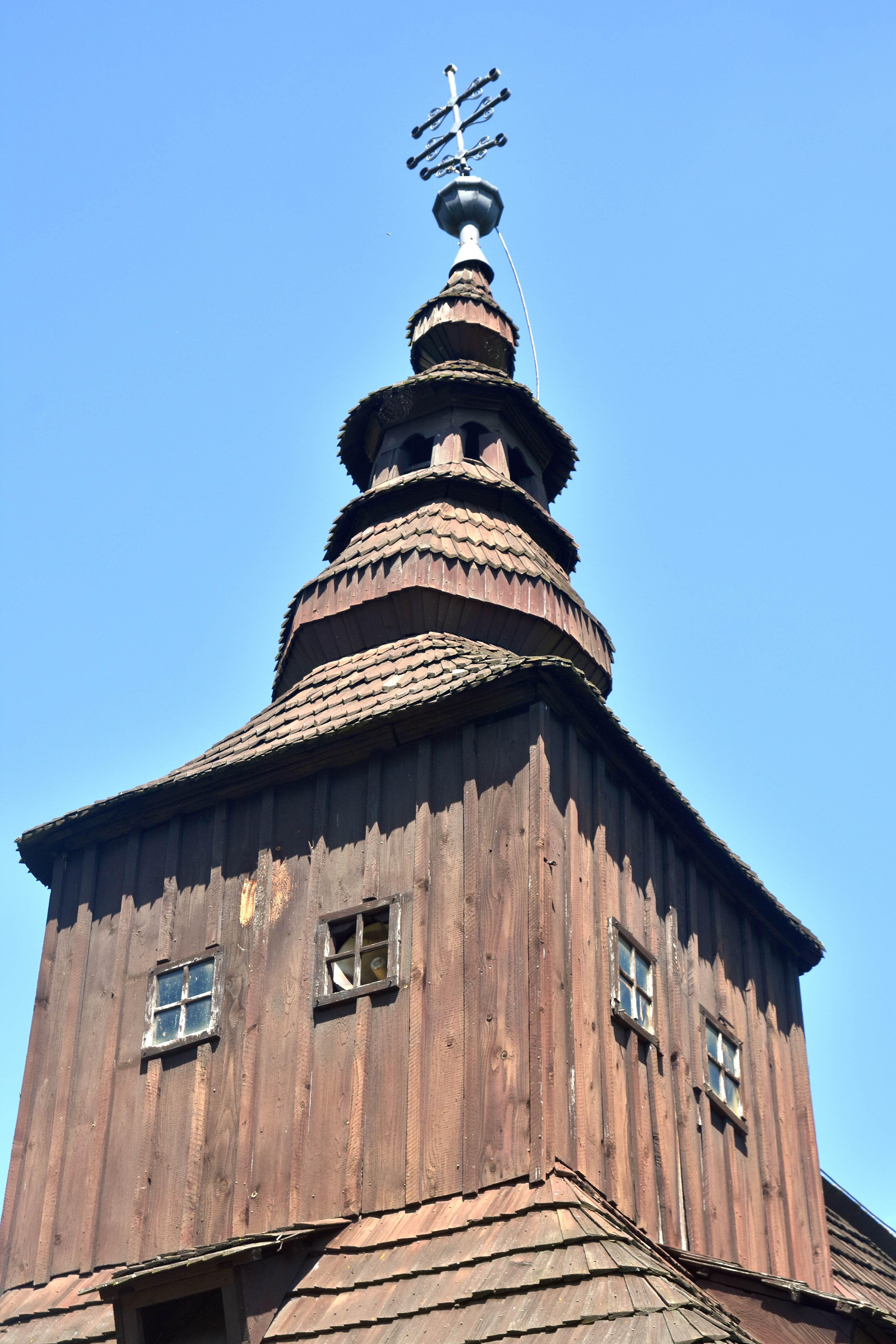
Wieża nad babińcem
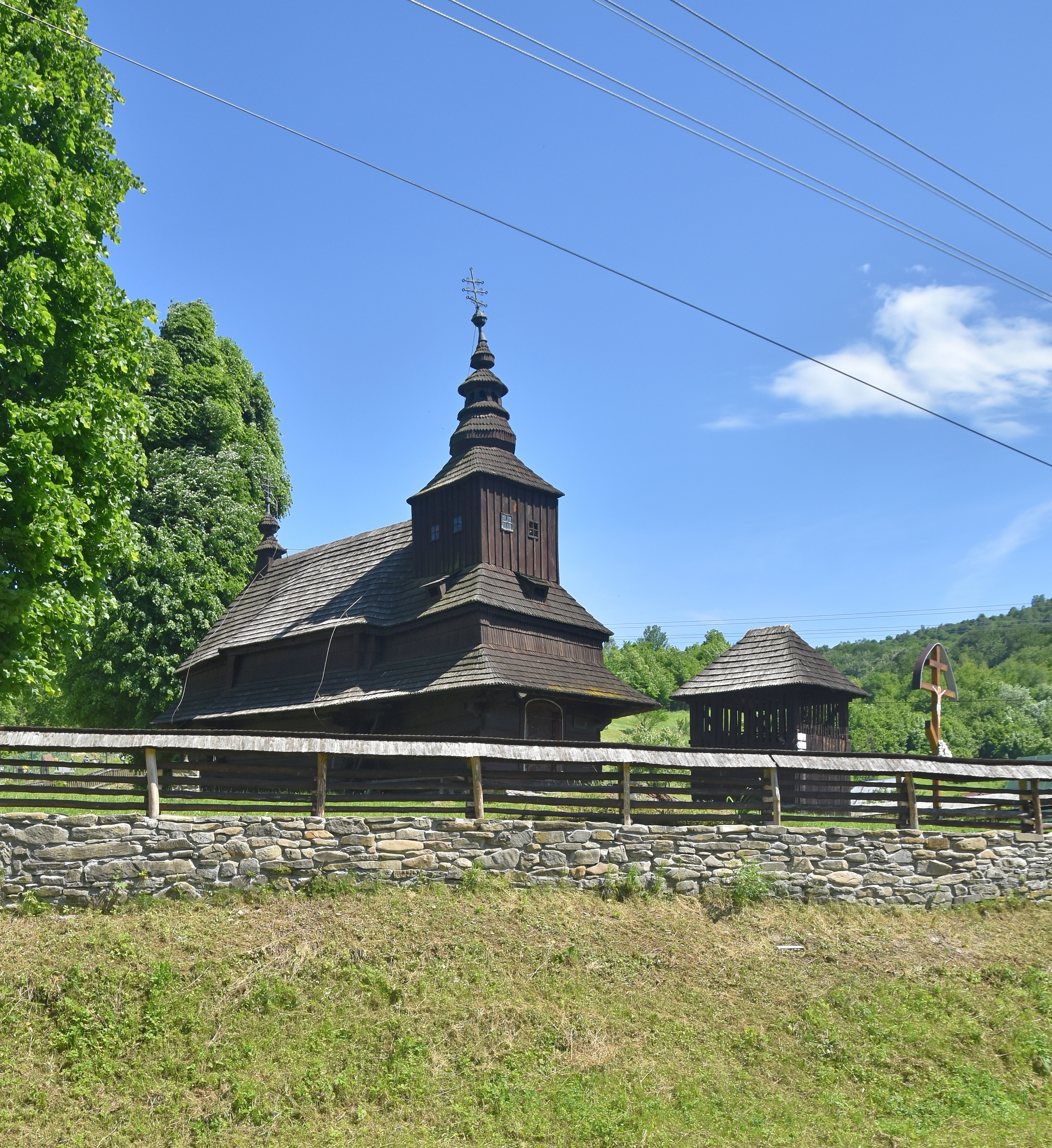
Widok od strony zachodniej

Wewnątrz nad prezbiterium i nawą niepełne zrębowe przekrycia uzupełnione stropami płaskimi. Stropy płaskie w babińcu. W prezbiterium barokowy ołtarz główny z ikoną Pietá z połowy XVIII wieku z malowanym tabernakulum. Kompletny czteropiętrowy ikonostas barokowy z XVIII wieku z patronalną ikoną Soboru św. Michała Archanioła zajmuje nie tylko całą przestrzeń między prezbiterium i nawą, ale fragment ścian nawy. Zachowały się także księgi liturgiczne z XVII wieku.

## Wokół cerkwi
Obok cerkwi drewniana dzwonnica zbudowana w 1956 z trzema dzwonami przeniesionymi z wieży świątyni. Zbudowana na rzucie kwadratu, zwieńczona gontowym dachem namiotowym. Cerkiew otacza ogrodzenie kamienno-drewniane z dwiema bramkami z daszkami gontowymi.

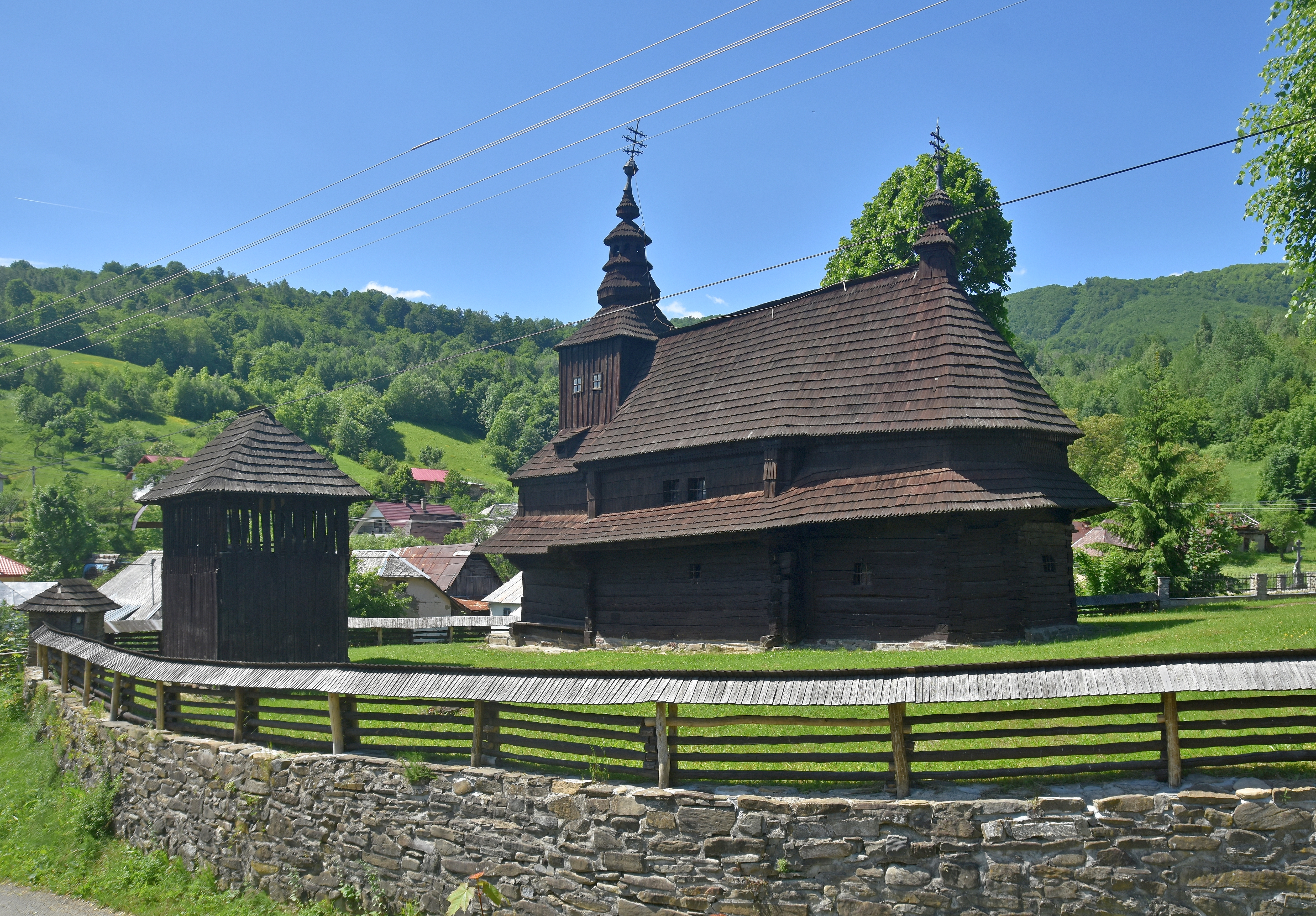
Elewacja boczna
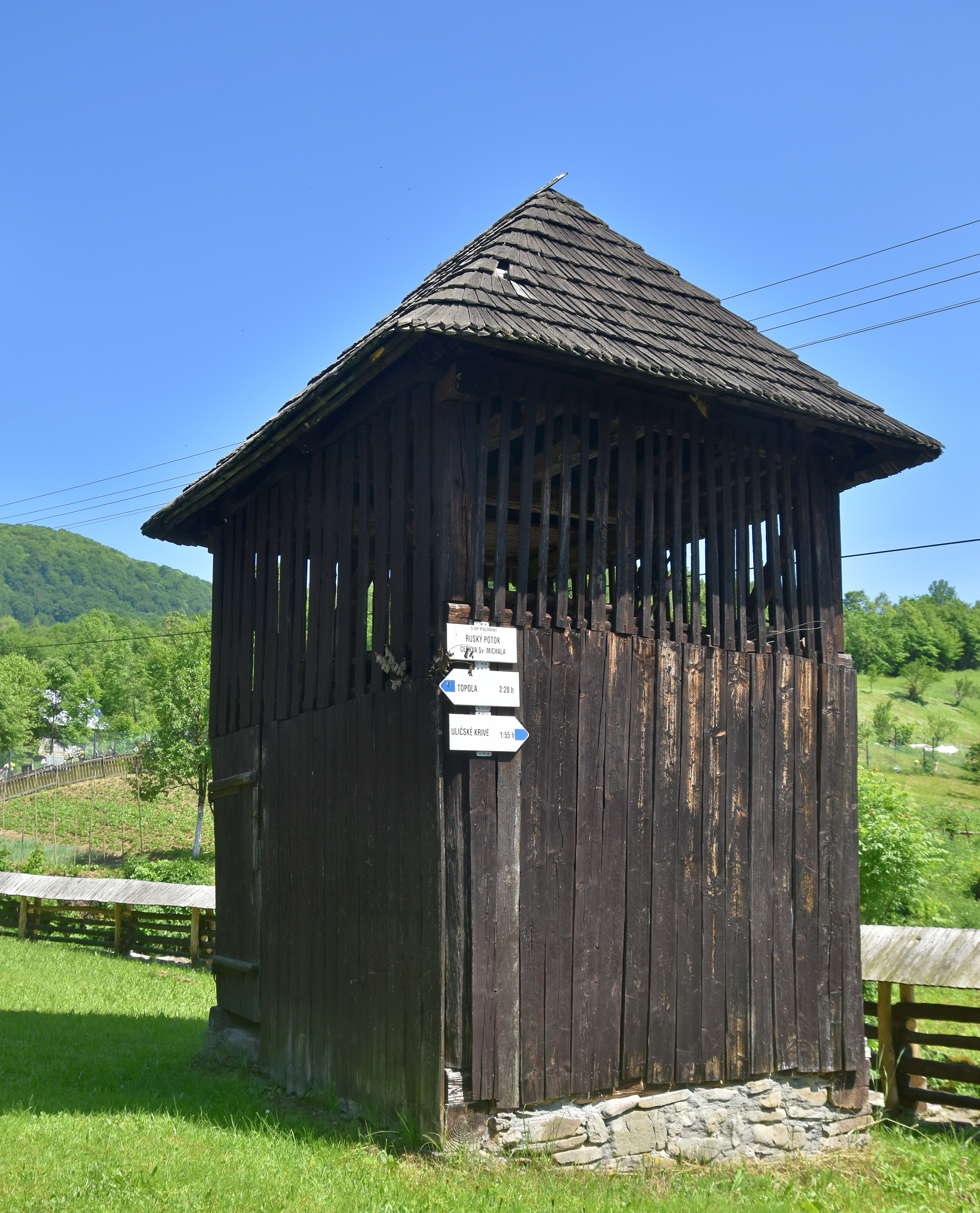
Dzwonnica
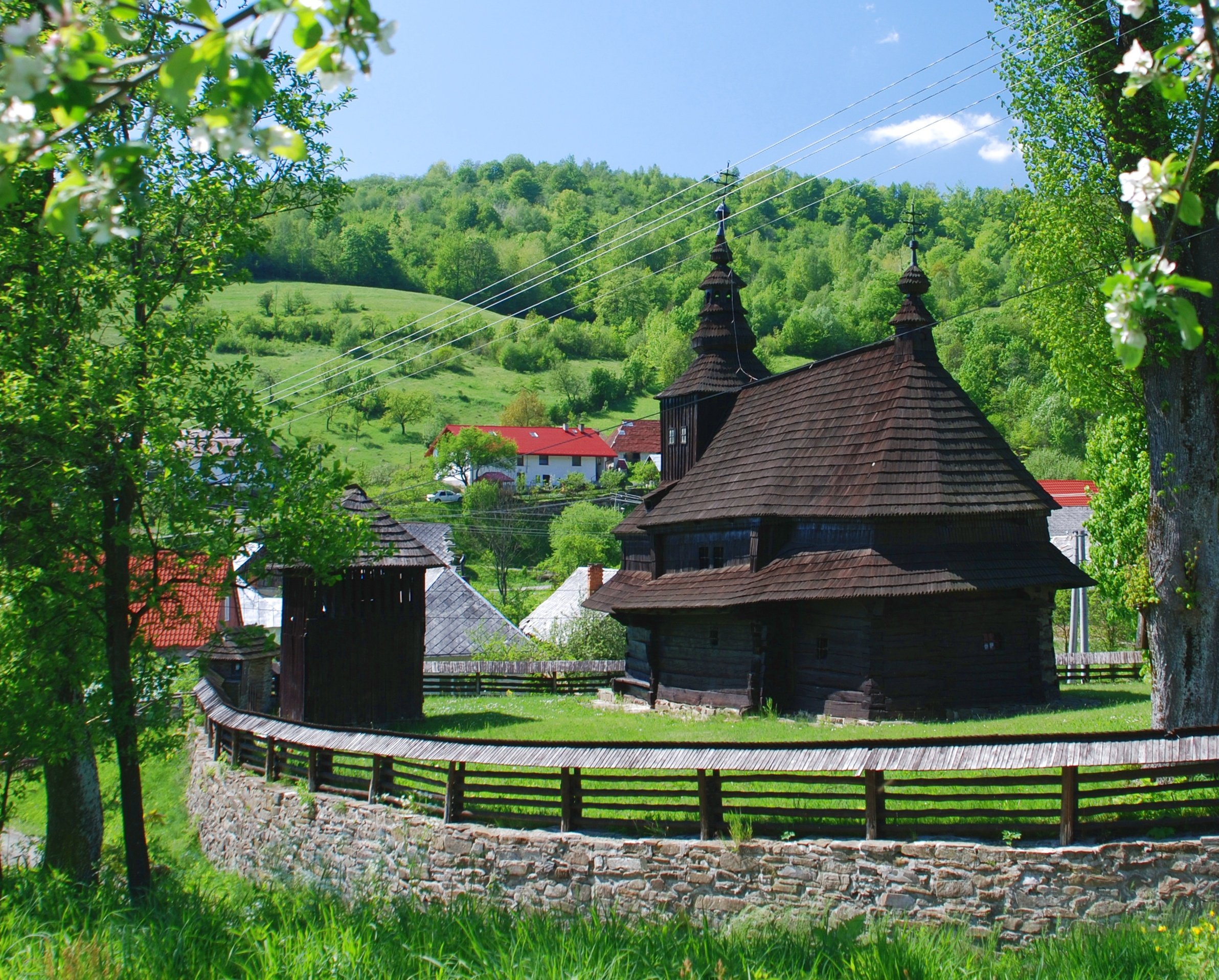
Widok od wschodu

## Turystyka
Cerkiew jest obiektem szlaku turystycznego:
 Szlaki piesze 
- Szlak Ikon: Uličské Krivé – Sedlo pod Veżonu (500m) – Ruský Potok (443m) – Sedlo pod Kyćerou (660m) – Topoľa, pomnik Alesandra Duchnovića (393m)[4].